# پتغنی
پتغنی (به ارمنی: Պտղնի) یک شهر در ارمنستان است که در استان کوتایک واقع شده‌است. پتغنی در  کیلومتری شمال هرازدان، مرکز استان کوتایک واقع شده است.

## خصوصیات
پتغنی ۶٫۲۲ کیلومترمربع مساحت و ۱٬۳۳۷ نفر جمعیت دارد و ۱٬۳۵۰ متر بالاتر از سطح دریا واقع شده‌است.

## نگارخانه

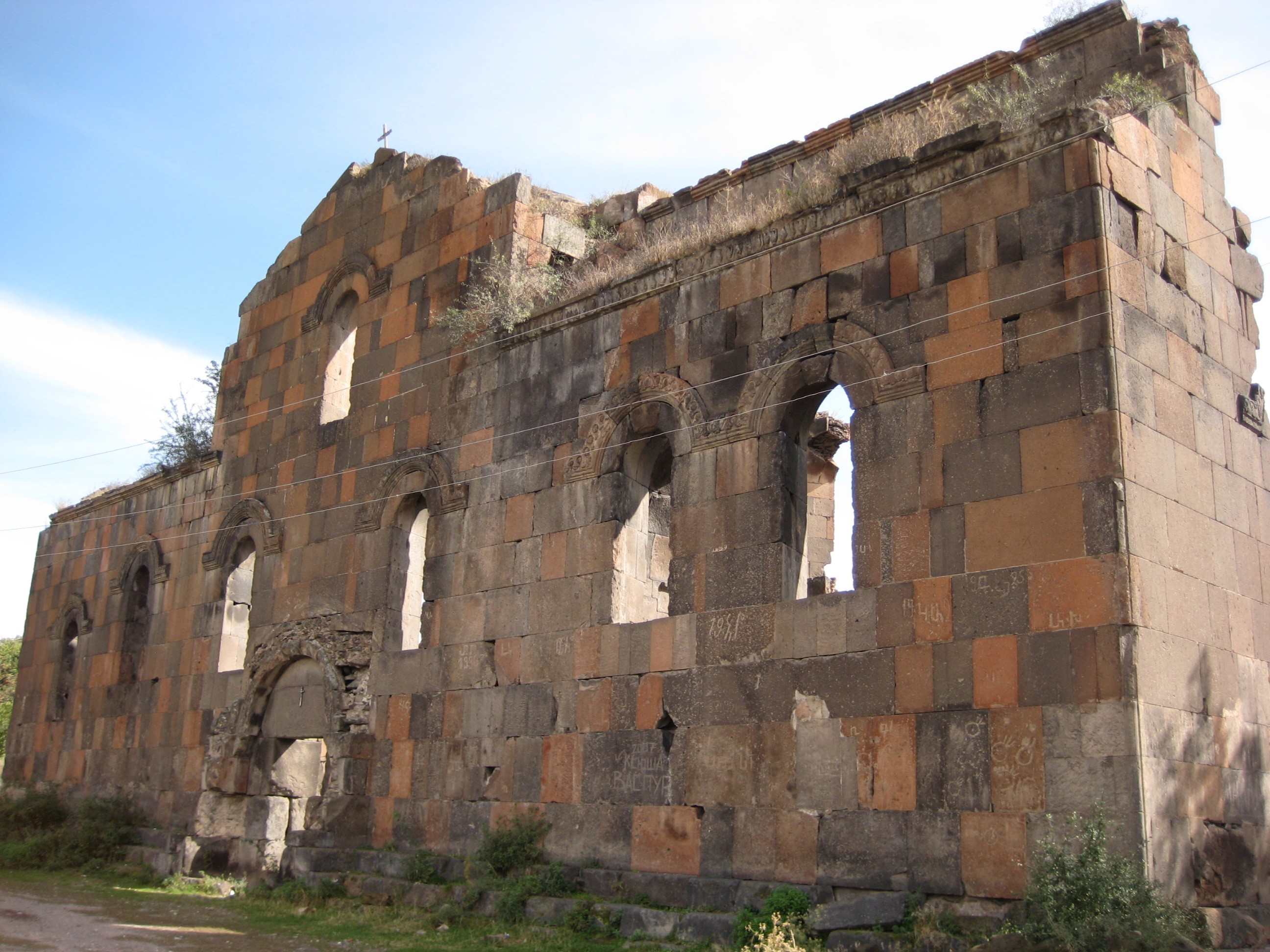
پتغناوانک، حدود سده‌های ۶ام-۷ام.
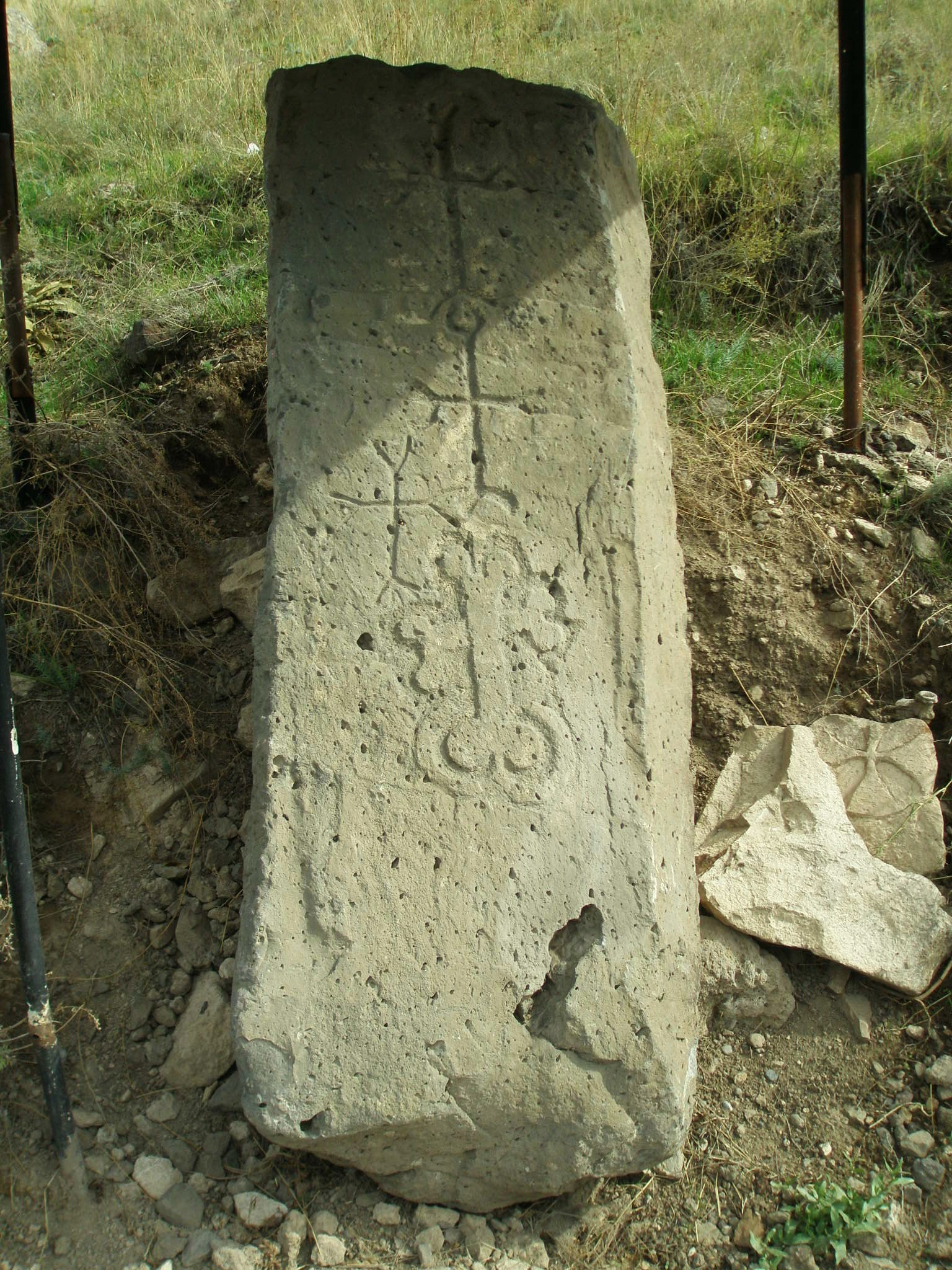
Khachkar monument beside the road leading to the village.